# Rochetaillée
Rochetaillée ist eine französische Gemeinde mit 156 Einwohnern (Stand: 1. Januar 2022) im Département Haute-Marne in der Region Grand Est. Sie gehört zum Arrondissement Langres und zum Kanton Villegusien-le-Lac. 

## Geografie
Die Gemeinde Rochetaillée liegt am Fluss Aujon, 19 Kilometer westlich von Langres. Sie ist umgeben von folgenden Nachbargemeinden:
| Saint-Loup-sur-Aujon | Vauxbons                                    |          |
|                      | Kompassrose, die auf Nachbargemeinden zeigt | Voisines |
| Vitry-en-Montagne    |                                             | Auberive |

## Bevölkerungsentwicklung
| Jahr                       | 1962 | 1968 | 1975 | 1982 | 1990 | 1999 | 2008 | 2018 |
| -------------------------- | ---- | ---- | ---- | ---- | ---- | ---- | ---- | ---- |
| Einwohner                  | 91   | 90   | 172  | 171  | 154  | 147  | 147  | 166  |
| Quellen: Cassini und INSEE |      |      |      |      |      |      |      |      |